# Dujardin (chef chouan)
Pour les articles homonymes, voir Dujardin.
Dujardin, Félix-Cyrille-Joseph, né le 23 novembre 1772 à Frelinghien, est un royaliste français, chef chouan des Côtes-du-Nord pendant la Révolution française.

## Biographie
Selon les autorités des Côtes-du-Nord, il serait un déserteur de l'armée républicaine, originaire du Nord de la France.
Enrôlé dans le régiment de Brabant em 1792, dans les chasseurs tyroliens de l'armée autrichienne en 1793, puis en 1794 dans le régiment de Rohan de l'armée des émigrés.
Il arrive dans ce département du Nord de la Bretagne après le débarquement royaliste de Quiberon en 1795 ou il fut fait prisonnier et évadé de Locminé. Il entre dans la compagnie du régiment Loyal Émigrant laissée en Bretagne.

### Chouannerie
Il rejoint la chouannerie après la mort du chef chouan de la région, Boishardy, en juin 1795, et ne prend vraiment une dimension majeure qu'après 1800 au moment où la chouannerie s'éteint ailleurs, car elle est privée du soutien populaire par les concessions religieuses de Bonaparte, bloquée dans son recrutement par les amnisties, et paralysée dans son action par les colonnes mobiles bonapartistes[réf. nécessaire].
En 1797 et 1798, il fut lieutenant du premier bataillon de la quatrième légion de Vannes sous Saint-Régent, puis en 1799 commandant du deuxième bataillon de cette légion.
La chouannerie peut alors être qualifiée de chouannerie-brigandage et a longtemps été considérée comme telle par les historiens[réf. nécessaire].
La technique de Dujardin est en effet particulière. Ses expéditions sont le fait de groupes très restreints, cinq chouans maximum, dont les noms de guerre évoquent des grands noms de la Chouannerie et de la guerre de Vendée (Boishardy, Charette)[réf. nécessaire].
Il fut chef de bataillon dans la légion de La Trinité sous Cadoudal en 1799 dans l'Armée catholique et royale du Morbihan. Il fut blessé à Loudéac en 1800 et devient major en 1801 de la quatrième légion sous Guillemot.

### Correspondance
Lettre du sous-préfet du 4e arrondissement des Côtes-du-Nord au général Hédouville le 29 ventôse An IX, (20/03/1801):

« L'existence de cette bande, la plus atroce qui ait désolé cet arrondissement, achève de mettre le comble à la calamité […]. Par elle, les malheureux habitants des campagnes connus pour ne pas servir les brigands sont outragés, mutilés, assassinés, général, l'indignation est à son comble, les amis de l'ordre et du gouvernement murmurent et se disent abandonnés à la fureur des monstres dont l'existence accuse la justice éternelle et bien plus encore l'impuissance des moyens qu'on emploie que momentanément pour leur destruction »

Dujardin et ses hommes s'en prennent aux républicains notoires et surtout aux acquéreurs de bien nationaux comme avec l'assassinat de la veuve Glais. Évolution notable de la chouannerie, Dujardin s'attaque aussi aux chouans qui se sont rendus. Il mène ainsi une expédition chez l'amnistié Guillaume Le Gris-Duval qui s'en tire avec quelques blessures.
Dujardin, bien que présenté comme un brigand, n'en est pas moins un vrai chouan. En effet, ses cibles sont toujours pro-républicaines et son acharnement contre la commune de La Motte, coupable d'avoir livré Pierre-Mathurin Mercier la Vendée atteste sa fidélité à la cause.
Son action bien que limitée (il n'attaque jamais l'armée) fait toutefois régner la terreur dans la région de Loudéac entre 1800 et 1802. En effet, le sous-préfet Hillion craint pour sa ville et ne cesse de demander des renforts à Fouché alors que la chouannerie est censée avoir disparu[réf. nécessaire].
Lettre de Hillion (sous-préfet de Loudéac) au préfet Boullé le 7 germinal An IX, (28/03/1801):

« La horde des brigands commandée par Dujardin a fait une incursion dans la commune de La Motte le sept de ce mois entre six et sept heures du soir, a investi la maison des citoyens Viet, dont l'un est maire et l'autre juge de paix, a fait essuyer toutes sortes de maltraitements et d'outrages au maire et à sa sœur, jusqu'à les traîner au pied de l'arbre de la liberté en menaçant de les fusiller. ces scélérats ont pillé et emporté tout ce qu'ils ont trouvé : ils ont enlevé la charge de cinq chevaux.:
Ils ont aussi cherché le citoyen Le Brazidec, ancien maire qu'ils voulaient tuer. Plusieurs autres maisons du bourg ont été dévastées. Tous les habitants sont dans la consternation et n'osent parler. Les brigands y sont retournés dans la nuit dernière. Ils ont juré d'enlever dix mille francs de cette commune à cause que [Mercier] La Vendée y a été tué et pour les indemniser de ce qu'on a pris sur lui. Depuis longtemps, ils faisaient cette menace. »

### Consulat
Selon l'historien Crétineau-Joly ; après la signature du traité d'Amiens, Dujardin est à Romsey dans le sud de l'Angleterre en 1802, lieu d'exil des chouans en fuite.

### Restauration
En 1815 employé à Mont et servant à la correspondance avec Paris.

## Décoration
- Chevalier de l'ordre royal et militaire de Saint-Louis le 23 mai 1825[8],[5].

## Source partielle
- Correspondance du duc d'Enghien (1801-1804) et documents sur son enlèvement et sa mort. Le licenciement, la conspiration de Georges, publiés pour la Société d'histoire contemporaine, par le Comte Boulay de la Meurthe. A. Picard et fils (Paris). 1904-1913.